# Topoľa (powiat Snina)
Topoľa (węg. Kistopolya, rusińskie Тополя) – wieś (obec) na Słowacji położona w kraju preszowskim, w powiecie Snina.
W miejscowości znajduje się zabytkowa drewniana cerkiew greckokatolicka św. Michała Archanioła. Jest ona obecnie jedynie sporadycznie użytkowana ponieważ w 1994 zbudowano nową cerkiew parafialną pod wezwaniem św. Piotra i Pawła.

## Historia
Pierwsze wzmianki o miejscowości pochodzą z roku 1337.

## Ludność
Według danych z dnia 31 grudnia 2012, wieś zamieszkiwało 159 osób, w tym 87 kobiet i 72 mężczyzn.
W 2001 roku rozkład populacji względem narodowości i przynależności etnicznej wyglądał następująco:
- Słowacy – 45,13%
- Czesi – 0,44%
- Rusini – 41,59%
- Ukraińcy – 4,42%

Ze względu na wyznawaną religię struktura mieszkańców kształtowała się w 2001 roku następująco:
- Katolicy rzymscy – 1,33%
- Grekokatolicy – 88,94%
- Prawosławni – 0,44%
- Ateiści – 1,33%
- Nie podano – 7,96%

## Zabytki
- Drewniana cerkiew greckokatolicka św. Michała Archanioła z 1700 roku. Jest to bardzo cenny obiekt architektury drewnianej o unikatowej konstrukcji nie tylko na Słowacji, ale i w całych Karpatach.

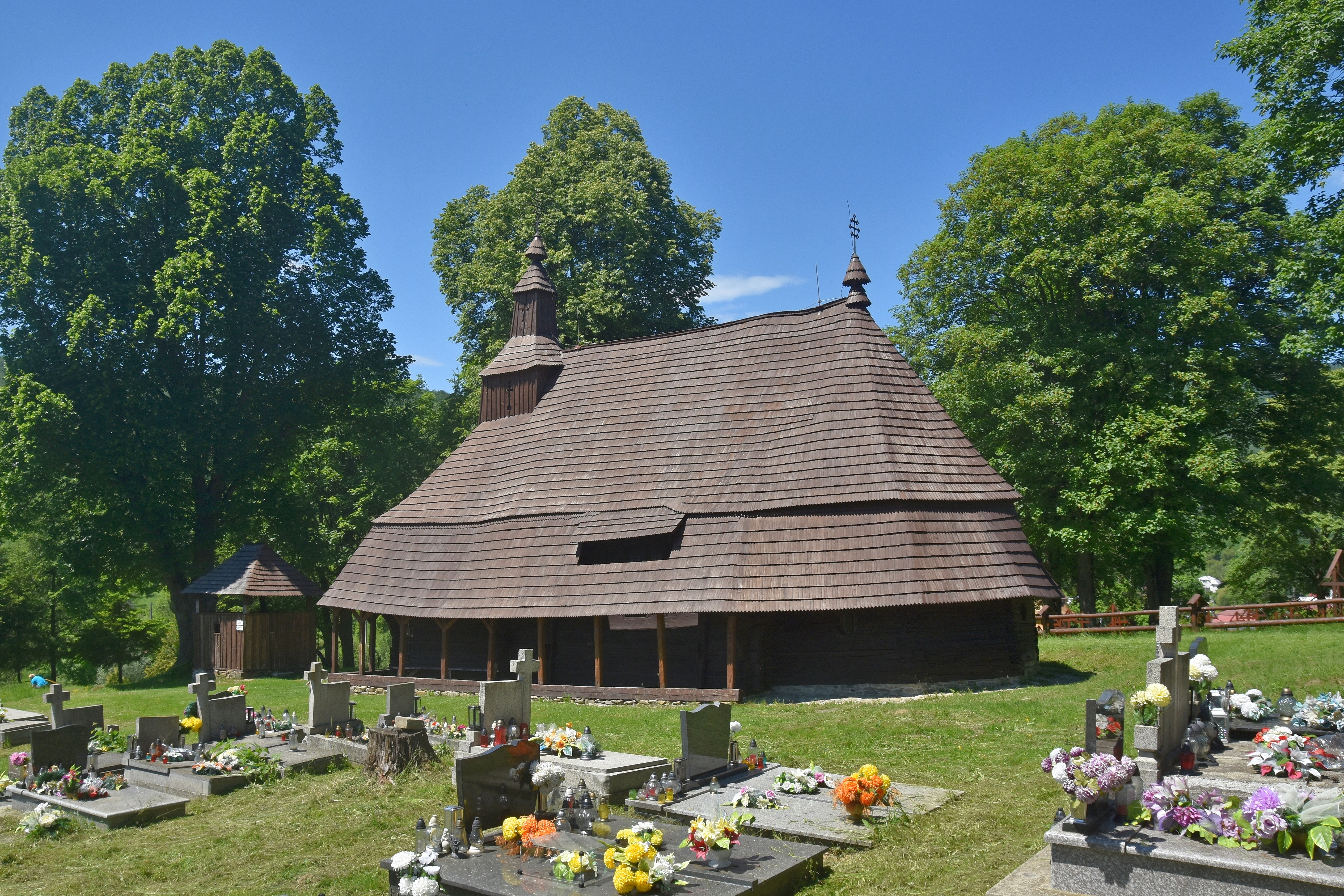
Cerkiew św. Michała Archanioła
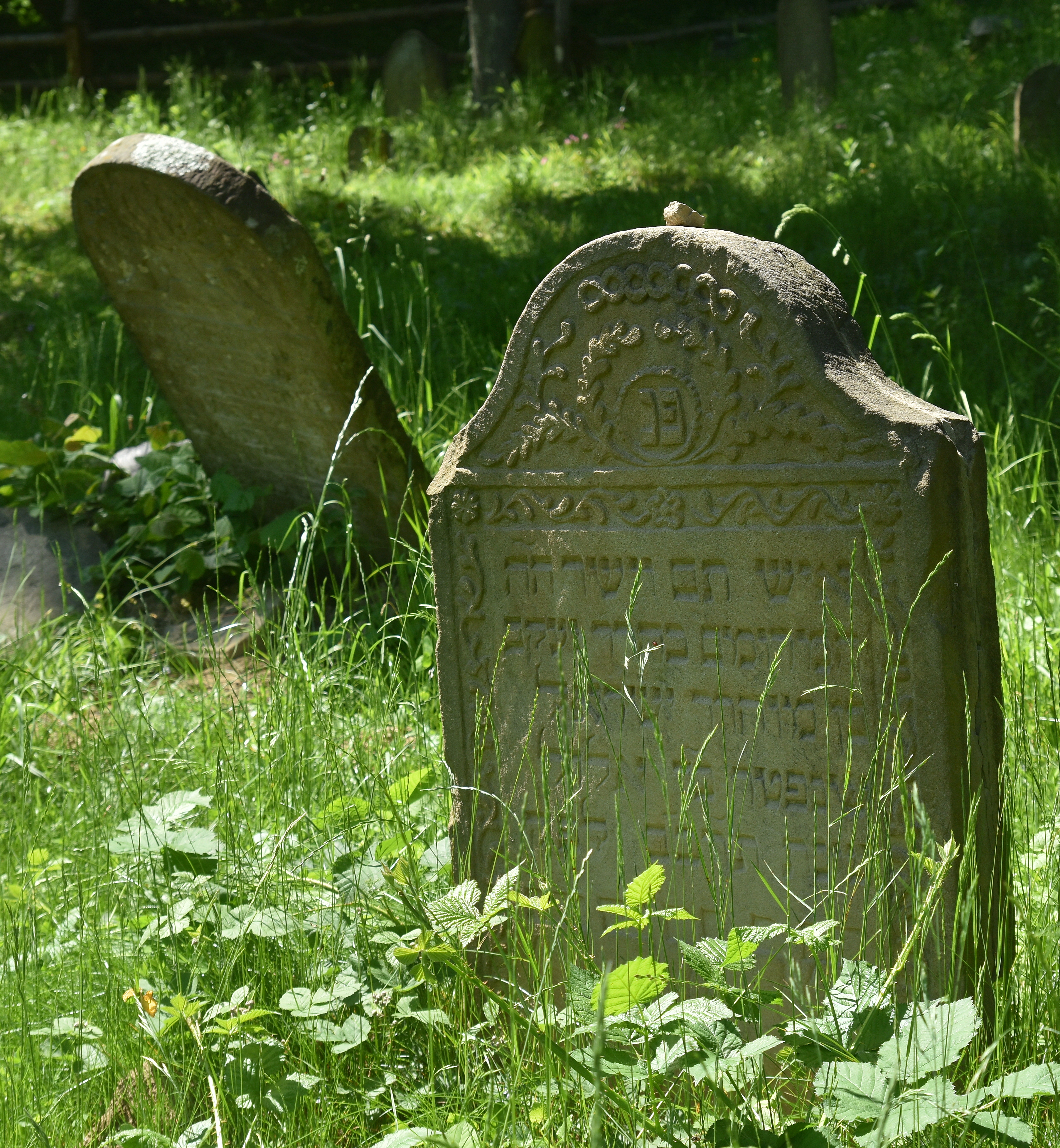
Cmentarz żydowski
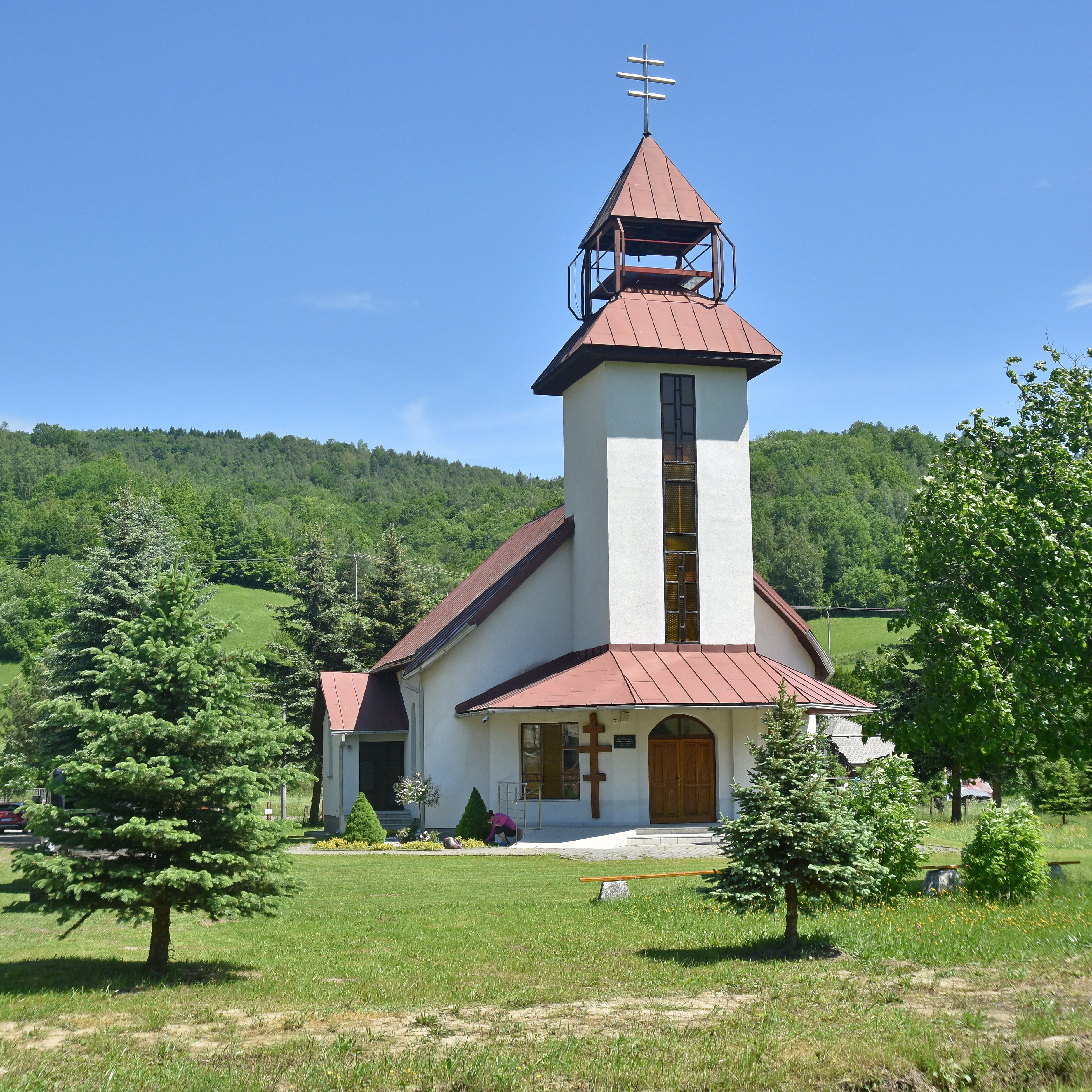
Cerkiew Świętych Piotra i Pawła